# John Randolph Hearst, Jr
Pour les articles homonymes, voir Hearst.
John Randolph Hearst Jr. (New York, 8 décembre 1933 - Id, 4 novembre 2011), dit Bunky, est un homme d'affaires américain, membre du conseil d'administration de la Hearst Corporation et de la fondation éponyme depuis 1972.
Il est l'un des petits-fils de l'homme d'affaires américain et magnat de la presse écrite William Randolph Hearst (1863-1951).

## Biographie
John Randolph Hearst Jr. est le fils de John Randolph Hearst Sr. (1910–1958), lui-même troisième fils des cinq fils de William Randolph Hearst et de Millicent Veronica Willson (1882–1974).
Il est le cousin germain de Patricia Hearst (née en 1954), fille de Randolph Apperson Hearst (1915–2000). Patricia Hearst est 
enlevée au milieu des années 1970 par un groupe terroriste d'extrême gauche américain, l'Armée de libération symbionaise, puis participe à des actions de ce groupe.
Marqué par la personnalité de son grand-père, John Randolph Hearst Jr. lui consacre un article pour le Reader's Digest : « Life With Grandfather » (1960).

## Hommages
- Le John R. Hearst Jr. récompense des photographes.